# Мокровский сельсовет
Мокровский сельсовет (бел. Мокраўскі сельсавет) — административная единица на территории Пружанского района Брестской области Беларуси. Административный центр — деревня Мокрое.

## Состав
Мокровский сельсовет включает 24 населённых пунктов:
- Бельчицы — деревня.
- Боровики — деревня.
- Залесье — деревня.
- Замошье — деревня.
- Клепачи — агрогородок.
- Козлы — деревня.
- Косинщина — деревня.
- Котра — деревня.
- Красное — деревня.
- Кушли — деревня.
- Лежайка — деревня.
- Лихачи — деревня.
- Мокрое — деревня.
- Немковичи — деревня.
- Нестерки — деревня.
- Новодворцы — деревня.
- Пески — деревня.
- Постолово — деревня.
- Рудники — агрогородок.
- Силичи — деревня.
- Стаи — деревня.
- Трухоновичи — деревня.
- Шеневцы — деревня.
- Яновцы — деревня.